# Außenpolitik der DDR

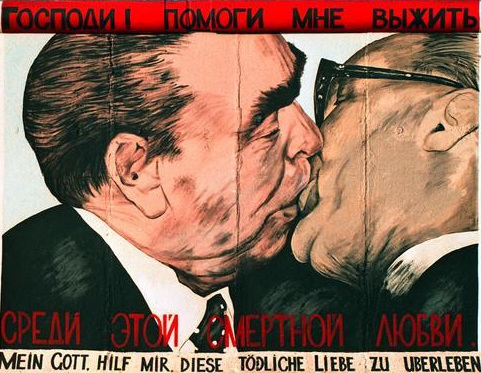
Mauerporträt East Side Gallery (1990) Sozialistischer Bruderkuss von Leonid Breschnew und Erich Honecker

Die Außenpolitik der DDR war von ihrer engen Anlehnung an den Ostblock geprägt. Wichtigster außenpolitischer Partner war Zeit ihres Bestehens die Sowjetunion (UdSSR), die als Schutzmacht und wichtigster Handels- und Wirtschaftspartner fungierte, weshalb die DDR auch als Satellitenstaat bezeichnet wurde. Über Organisationen wie den Warschauer Pakt und den Rat für gegenseitige Wirtschaftshilfe blieb die DDR eng an die anderen realsozialistischen Staaten angebunden. War die DDR in den ersten zwei Jahrzehnten durch die Hallstein-Doktrin der Bundesrepublik Deutschland (BRD) außerhalb der kommunistischen Welt noch relativ isoliert gewesen, erfolgte mit der Annäherung an die BRD unter der neuen Ostpolitik von Bundeskanzler Willy Brandt in den 1970er-Jahren eine Wende in den DDR-Außenbeziehungen. Infolgedessen konnte die DDR an internationalem Status gewinnen und diplomatische Beziehungen zu knapp 130 Ländern etablieren. Während die marxistisch-leninistische Staatsideologie eine große Rolle in der nach außen gerichteten Politik und Rhetorik der DDR-Staatsführung spielte (was auch in der engen Anlehnung an die sozialistischen Bruderstaaten und die Unterstützung antiwestlicher Rebellenbewegungen in der Dritten Welt zum Ausdruck kam), wurde diese allerdings auch von den eigenen ökonomischen und politischen Interessen beeinflusst. Ab den 1970er Jahren emanzipierte sich die DDR zunehmend von der Sowjetunion und verfolgte eine eigenständige Deutschlandpolitik, da Kredite aus dem Westen für die DDR überlebenswichtig wurden. In den 1980er Jahren weigerte sich Erich Honecker Reformen durchzuführen, was die DDR von der UdSSR unter Michail Gorbatschow entfremdete. Nach den Revolutionen im Jahr 1989 kam es schließlich zum Zusammenbruch des Ostblocks und der Wiedervereinigung Deutschlands, womit die Periode einer eigenständigen ostdeutschen Außenpolitik endete.

## Grundlagen der Außenpolitik
Aufgrund der großen Abhängigkeit von der Sowjetunion war die Souveränität der DDR beschränkt und diese in ihrem Handelsspielraum stark eingeschränkt. Im Rahmen der Breschnew-Doktrin behielt sich die Sowjetunion vor, in ihrem Einflussbereich zu intervenieren, sollte von der von ihr vorgegebenen Linie zu stark abgewichen werden. So intervenierte sie in Ungarn 1956 und der Tschechoslowakei 1968 militärisch, als sie ihre Interessen bedroht sah. Diese Doktrin wurde erst unter Gorbatschow in den 1980er Jahren aufgeben.
Die DDR-Außenpolitik orientierte sich an den Grundsätzen des Marxismus-Leninismus. Oberstes ideologisches Primat war die internationale Solidarität mit anderen sozialistischen Staaten und Bewegungen. Entsprechend wurde politisch zwischen den Beziehungen zu anderen sozialistischen Staaten, denen mit den westlichen kapitalistischen Staaten und zu den blockfreien Staaten („Dritte Welt“) unterschieden. Entsprechend der Staatsideologie hatte die Außenpolitik dem weltweiten Aufbau des Sozialismus und der Verwirklichung der Weltrevolution zu dienen. Zur Umsetzung dieser Ziele wurde eng mit den befreundeten Staaten des „sozialistischen Weltsystems“ kooperiert. Zur Errichtung einer weltweiten „klassenlosen Gesellschaft“ wurden friedliche und subversive Methoden verwendet. Zu den friedlichen Methoden zählte die Finanzierung von kommunistischen Parteien im Ausland sowie die technische und wirtschaftliche Unterstützung für befreundete Staaten. Zu den subversiven Methoden gehörte die politische und militärische Unterstützung für bewaffnete Bewegungen und die Spionageaktivitäten des Auslandsnachrichtendienstes Hauptverwaltung A des Ministeriums für Staatssicherheit. Da der mögliche Ausbruch eines Dritten Weltkriegs für die sich direkt an der Grenze zwischen Ost und West befindende DDR eine existenzielle Bedrohung war, versuchte diese eine konstruktive Rolle in internationalen Verhandlungen über Abrüstung und die Wahrung des Weltfriedens einzunehmen. So startete die DDR Abrüstungsinitiativen für Zonen frei von chemischen und nuklearen Waffen in ihrer unmittelbaren Umgebung.
Ein gewisses Spannungsverhältnis bestand zwischen den ideologischen Grundzielen und der Verfolgung eigener Interesse. Insbesondere die Beziehungen zur BRD wurden für die DDR-Führungsriege als Frage des Prestige empfunden, weshalb sie versuchte, eigene Akzente in die deutsch-deutschen Beziehungen einzubringen. Es bestanden aber auch handfeste eigene wirtschaftliche Interessen im Verhältnis mit der Bundesrepublik. Deshalb war die DDR in den 1970er und 1980er Jahren auch bereit, die Beziehungen zum sozialistischen Lager zu vernachlässigen, als sie bilaterale Verträge mit der Bundesrepublik gegen den Willen der Sowjets unterzeichnete.

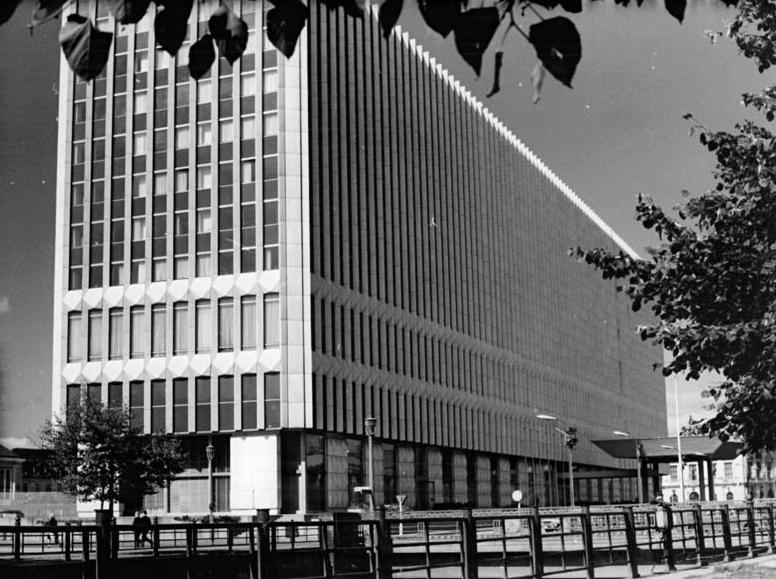
Ministerium für Auswärtige Angelegenheiten am Marx-Engels-Platz, 1972

## Institutionen und Organe der auswärtigen Politik
In ihrer Anfangszeit wurde die DDR-Außenpolitik, insofern sie überhaupt bestand, von der Sowjetunion dominiert. Die Sowjetische Kontrollkommission bestand bis 1955 als Kontrollinstanz. Mit der Erlangung der Souveränität der DDR verblieb noch die sowjetische Botschaft in Ostberlin, die über den KGB die Politik der DDR überwachte und Moskau Bericht erstattete.
Das Ministerium für Auswärtige Angelegenheiten (MfAA) war mit der Durchführung der Außenbeziehungen beauftragt. Eine Rolle in der staatlichen Außenpolitik spielten daneben auch noch das Ministerium für Innerdeutschen Handel, Außenhandel und Materialversorgung und das Ministerium für Nationale Verteidigung (MfNV). Der Staatsrat war für die Unterzeichnung internationaler Verträge zuständig, bis seine außenpolitischen Befugnisse mit der DDR-Verfassung von 1974 zum größten Teil auf den Ministerrat übertragen wurden. Die Entscheidungen über alle außenpolitischen Fragen wurden genau wie in der Innenpolitik von der Sozialistischen Einheitspartei Deutschlands (SED) getroffen, welche als Blockpartei ohne Gewaltenteilung das politische System dominierte. Aufgrund der hohen Bedeutung der Regierungsparteien in den sozialistischen Staaten spielten auch die Beziehungen der SED zu anderen sozialistischen Regierungsparteien eine wichtige Rolle auf der informellen Ebene, neben den „offiziellen“ bilateralen staatlichen Beziehungen. Dies wurde auch als „Ersatzaußenpolitik“ bezeichnet.
Unter der Ägide von Erich Honecker soll es auch zu einer starken Konzentration der außenpolitischen Entscheidungskompetenz auf seine eigene Person gekommen sein. Laut Frank-Joachim Herrmann galt ihm diese als „Herzensangelegenheit“. Er genoss es dabei, sich selbst zu inszenieren.
In der DDR bestanden zahlreiche „Freundschaftsgesellschaften“ zur Pflege der Beziehungen mit einzelnen Staaten, die 1961 zur Dachorganisation Liga für Völkerfreundschaft zusammengeschlossenen wurden. Gerade vor der internationalen Anerkennung der DDR spielten diese Organisationen eine große Rolle. Die DDR betrieb auch extensive Auslandspropaganda,⁣ mit der auf der Parteiebene die ZK-Abteilung für Auslandsinformation, Propaganda und Agitation und auf der Staatsebene das MfAA beauftragt waren. Über den Friedensrat der DDR übte die DDR auch Einfluss auf den kommunistisch unterwanderten Weltfriedensrat und die weltweite Friedensbewegung aus. Über zwischengesellschaftliche Organisationen und ihren Geheimdienst unterhielt die DDR Kontakte zur Kommunistischen Partei Deutschlands (KPD) bis zum KPD-Verbot 1956 und auch zur westdeutschen Studentenbewegung. Sie versuchte auch die Regierungsebene der BRD zu infiltrieren, so führte die Enttarnung des DDR-Spions Günter Guillaume in der Guillaume-Affäre 1974 zum Sturz der Brandt-Regierung.

## Geschichte

### Vorgeschichte (1945–1949)
Die DDR entstand aus der sowjetischen Besatzungszone als Erbe der Deutschen Teilung nach dem Zweiten Weltkrieg, als die Sowjetunion begann, ihr eigenes gesellschaftliches System auf den besetzten Gebieten Deutschlands aufzubauen. Josef Stalin beauftragte dafür den deutschen Exilkommunisten Walter Ulbricht und seine Gruppe Ulbricht, neue staatliche Strukturen aufzubauen. Infolgedessen überwachten die Sowjets 1946 auch den Zusammenschluss der SPD mit der KPD zur neuen sozialistischen Einheitspartei SED. Nachdem dieser vollzogen war, führte Ulbricht im Auftrag Stalins parteiinterne Säuberungen gegen die vorhandenen Überreste der Sozialdemokratie durch, womit er von den Sowjets mit der Rolle als führender Politiker in der 1949 ausgerufenen Deutschen Demokratischen Republik belohnt wurde, nachdem eine Ost-West-Verständigung gescheitert war und der Kalte Krieg begonnen hatte.

### Frühe Jahre der DDR (1949–1961)

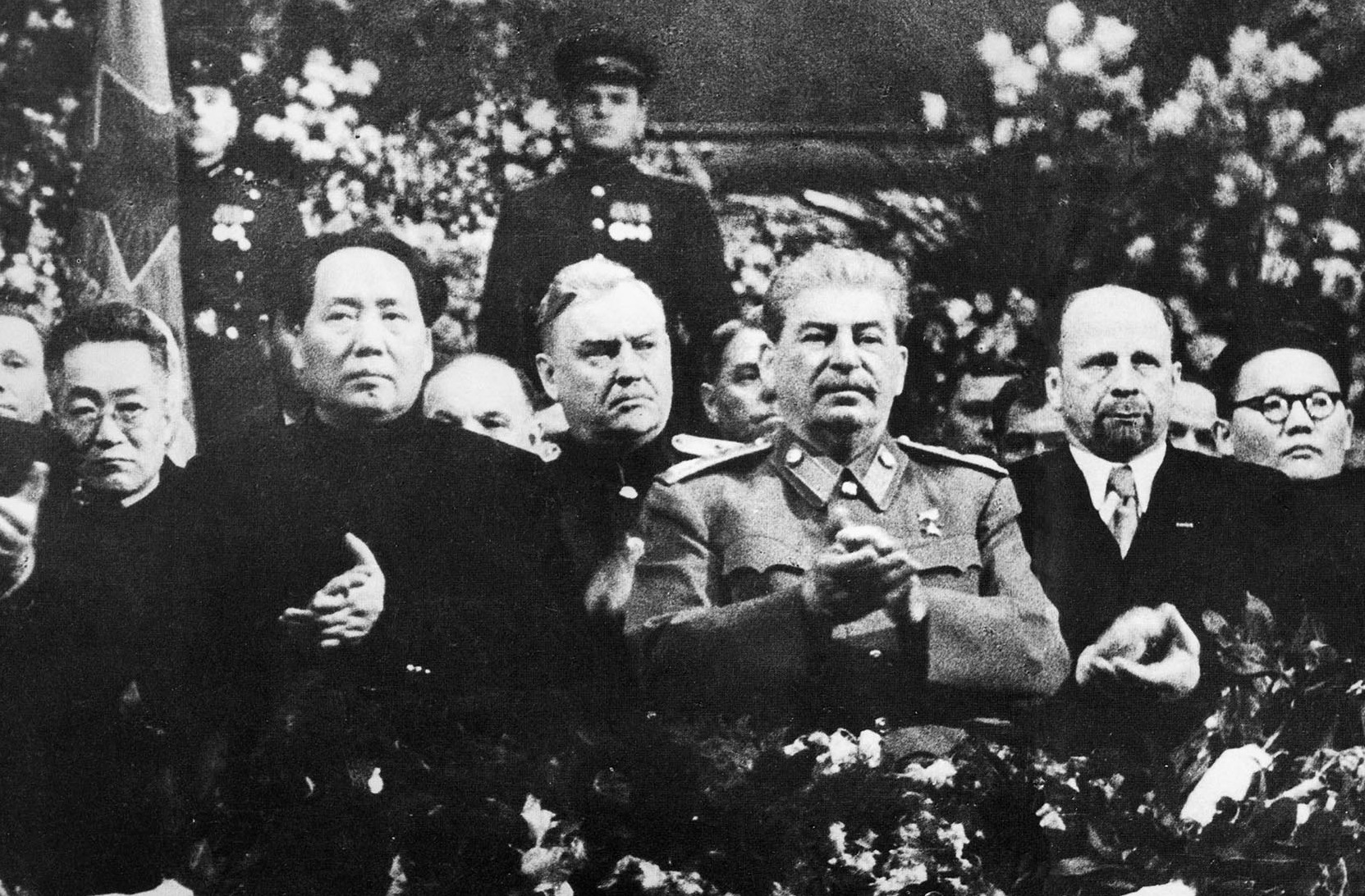
Mao, Bulganin, Stalin, Ulbricht und Tsedenbal 1949

Nach ihrer Gründung blieb die DDR durch den Beitritt zum Rat für gegenseitige Wirtschaftshilfe eng an die Sowjetunion angebunden und fungierte zuerst noch als Verhandlungsmasse für eine mögliche Neutralität eines vereinigten Deutschlands. 1952 lehnten der westdeutsche Bundeskanzler Konrad Adenauer und die Westmächte die in den Stalin-Noten gemachten Angebote für eine Wiedervereinigung Deutschlands ab, da der Westen Stalin misstraute. Infolgedessen verstärkte die DDR ihren sozialistischen Aufbau und der Aufstand vom 17. Juni 1953 wurde von sowjetischen Streitkräften niedergeschlagen. Am 25. März 1954 erklärte die Sowjetregierung die Anerkennung der Souveränität der DDR, welche von nun an „nach eigenem Ermessen über ihre inneren und äußeren Angelegenheiten“ entscheiden sollte, dabei aber über den 1955 gegründeten Warschauer Pakt eng an den Ostblock gebunden blieb. Dieser schränkte die außenpolitische Souveränität seiner Mitglieder ein und band die DDR militärisch und sicherheitspolitisch an die Sowjets. Die BRD verabschiedete 1955 die Hallstein-Doktrin, die diplomatische Beziehungen anderer Staaten mit der DDR als „unfreundlichen Akt“ einstuften und mit dem Abbruch diplomatischer Kontakte sanktionierte. Die BRD wollte so eine internationale Anerkennung von zwei deutschen Staaten vermeiden. Infolge blieben die diplomatischen Kontakte der DDR auf die sozialistischen Staaten und einige Länder der dritten Welt beschränkt, da die meisten Länder den Beziehungen zur BRD den Vorrang einräumten. Erfolge für die DDR stellten die Aufnahme diplomatischer Beziehungen zu Jugoslawien (1957), der von Seiten der BRD als Reaktion zum Abbruch der Beziehungen mit Jugoslawien führte, und eine verstärkte wirtschaftliche Kooperation mit Staaten der dritten Welt dar. Die untergeordnete Rolle der DDR gegenüber den Sowjets während der Berlin-Krise (1958) und bei der von Nikita Chruschtschow angeordneten Absperrung der innerdeutschen Grenze (1961) demonstrierte die anhaltende Dominanz der Sowjetunion über die DDR-Außenbeziehungen dieser Zeit.

### Professionalisierung der Außenpolitik und Bemühung um internationale Anerkennung (1962–1968)

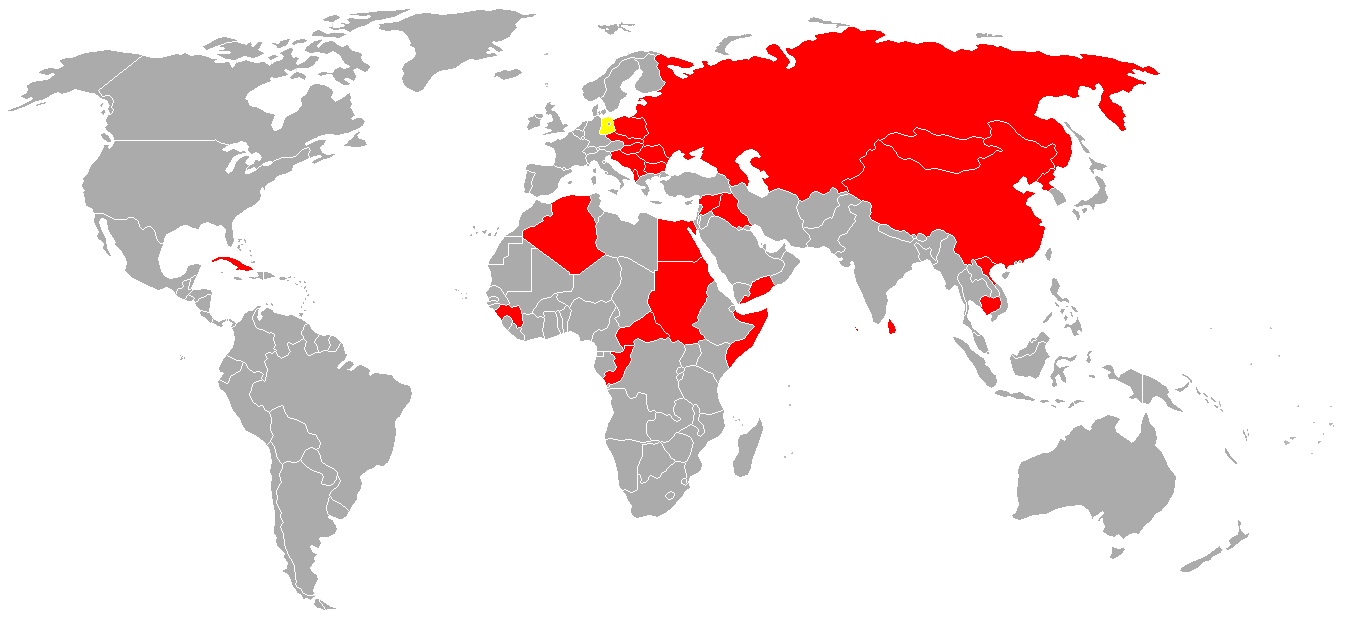
Staaten, die die DDR bis 1970 anerkannten

In den 1960er Jahren begann ein Ausbau des außenpolitischen Apparates der DDR und eine Professionalisierung der Außenpolitik, welche ab der zweiten Hälfte der 1950er Jahre für den jungen Staat an Bedeutung gewonnen hatte. Es wurden verstärkt Handels- und Kammervertretungen im Ausland errichtet, als Ersatz für offizielle diplomatische Botschaften, deren Errichtung durch die Hallstein-Doktrin der BRD behindert wurden. Die Anlehnung der DDR an die Sowjets wurde schließlich 1964 mit dem Abschluss eines Vertrags über Freundschaft, Zusammenarbeit und gegenseitigen Beistand erneut bekräftigt. Ihre internationale Anerkennung versuchte die DDR über Freundschaftsgesellschaften zu fördern, die in zahlreichen Ländern als Lobby für die diplomatische Anerkennung der DDR fungierten. Im eigenen Lager führte dagegen die Aufnahme diplomatischer Beziehungen zur BRD durch die Volksrepublik Rumänien im Jahre 1967 zu Streitigkeiten zwischen der ostdeutschen und der rumänischen Parteiführung. Die Staaten des Warschauer Paktes verabschiedeten als Reaktion darauf schließlich die Ulbricht-Doktrin, welche den Warschauer Pakt-Staaten eine Normalisierungen der Beziehungen zur BRD nur zubilligte, wenn diese ihrerseits „die bestehenden Grenzen und die Existenz zweier deutscher Staaten“ anerkennt.
Die Versuche im Prager Frühling 1968 einen Reformkommunismus bzw. „Sozialismus mit menschlichem Antlitz“ zu etablieren, wurden von der DDR-Führung dogmatisch verurteilt und als Bedrohung empfunden. Die DDR unterstützte die militärische Niederschlagung der tschechoslowakischen Reformbewegung indirekt, indem sie den Nachschub für die Interventionstruppen der Warschauer Paktes sicherte. Die DDR unterstützten die nach der Intervention von Leonid Breschnew verkündete Breschnew-Doktrin.

### Annäherung an die Bundesrepublik (1969–1974)

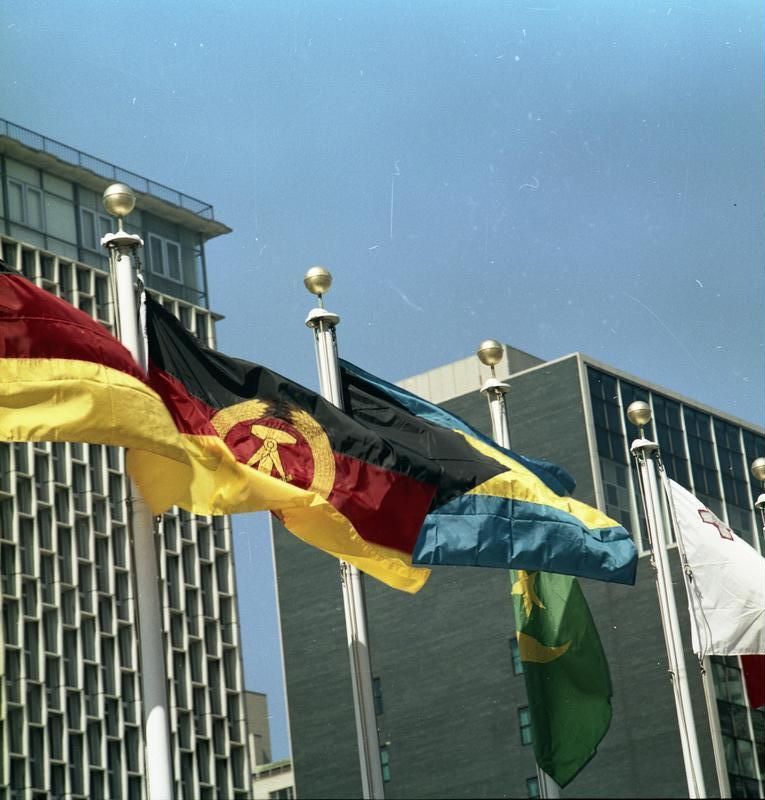
Die Flaggen beider deutscher Staaten 1973 vor dem UNO-Hauptquartier in New York

Der 1969 ins Amt gekommenen westdeutsche Bundeskanzler Willy Brandt verkündete eine neue Ostpolitik der BRD, die die Beziehungen zur DDR und den anderen Staaten des Warschauer Paktes verbessern sollte. Ein diplomatischer Durchbruch gelang mit dem Abschluss des Moskauer Vertrags vom 12. August 1970 zwischen der BRD und der UdSSR, die den Auftakt für eine Reihe von Ostverträgen bildeten. Während der 1969 begonnenen Verhandlungen geriet Ost-Berlin zwischen die Fronten beider Mächte, wobei Moskau eine zu weitgehende Annäherung der DDR an die BRD ablehnte. Den Sowjets missfiel auch der Versuch Ulbrichts, hier eine unabhängige Position einzunehmen, und seine Ambitionen, die Sowjets bei der Wirtschaftspolitik innerhalb des sozialistischen Lagers herauszufordern. Dies gehörte auch zu den Gründen, warum Breschnew die Absetzung Ulbrichts und seine Ersetzung durch Erich Honecker 1971 unterstützte. Den neuen Staatschef Honecker ermahnte Breschnew mit den Worten „ohne uns gibt es keine DDR.“ Nach dem Viermächteabkommen über Berlin am 3. September 1971 über den Rechtsstatus der Stadt Berlin und einem innerdeutschen Transitabkommen vom 17. Dezember 1971 trat der Grundlagenvertrag zwischen der BRD und der DDR am 21. Juni 1973 in Kraft. Mit diesem erkannte die Bundesrepublik die DDR unter der Devise Wandel durch Annäherung de-Facto als eigenständigen deutschen Staat an. Die Hallstein-Doktrin war schon davor aufgegeben worden. Der Vertrag stellte einen Durchbruch für die internationale Position der DDR dar und neben Staaten der dritten Welt nahmen jetzt auch westliche Länder Beziehungen zur DDR auf. Im Jahre 1973 allein konnten diplomatische Beziehungen zu 46 Staaten aufgenommen werden, wodurch die DDR zahlreiche neue Botschafter entsenden und internationale Verträge abschließen konnte. Am 18. September 1973 traten die BRD und die DDR schließlich gemeinsam den Vereinten Nationen (UNO) bei. Im Rahmen der Entspannungspolitik zwischen Ost und West kooperierten die DDR und die BRD ab 1973 auch gemeinsam in der Konferenz über Sicherheit und Zusammenarbeit in Europa. Ein Jahr später nahm auch die Supermacht USA diplomatische Beziehungen zur DDR auf.

### Steigende Unabhängigkeit von der Sowjetunion (1975–1984)

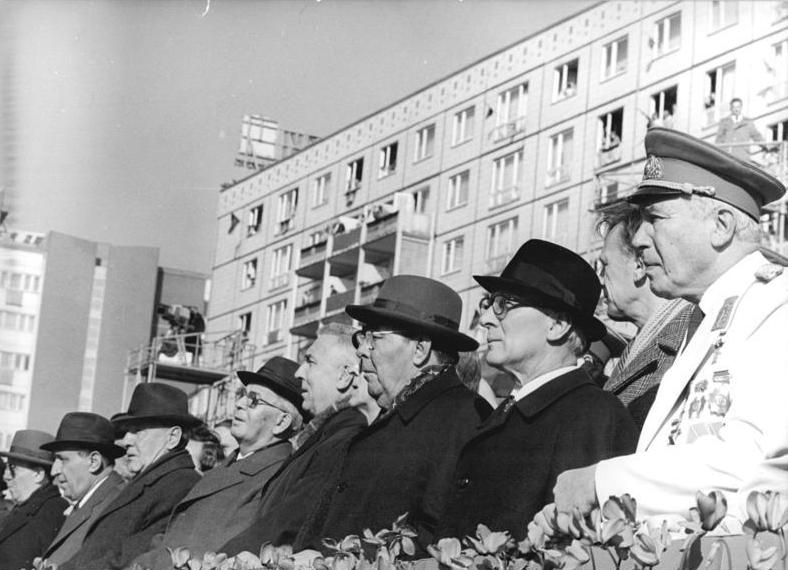
Leonid Breschnew mit Erich Honecker am 30. Jahrestag der DDR-Gründung (1979)

Die neue internationale Anerkennung nutze die DDR in der zweiten Hälfte der 1970er-Jahre, um die wirtschaftlichen und politischen Kontakte zu zahlreichen Entwicklungsländern in Afrika, Asien und Amerika zu vertiefen. Die DDR umwarb zahlreiche blockfreie Staaten und leistete technische und wirtschaftliche Hilfe. In Ländern wie Angola oder Mosambik bildete die DDR Sicherheits- und Polizeikräfte aus. Ab 1977 wurde die „antiimperialistische Solidarität“ von einer eigenen Kommission des Politbüros der SED koordiniert. Die verstärkte internationale Kooperation sorgte für eine steigende Anzahl an Ausländern in der DDR, da zunehmend ausländische Arbeiter hier ausgebildet wurden bzw. arbeiteten oder als Studenten an DDR-Universitäten studierten.
Zu den Staaten des Ostblocks blieben die Beziehungen intensiv. Abkommen mit Ungarn, Polen, Bulgarien und der Tschechoslowakei über „Freundschaft, Zusammenarbeit und gegenseitigen Beistand“ wurden 1977 erneuert. Zwei Jahre davor hatten sich die DDR und die UdSSR in einem bilateralen Vertrag eine „ewige Freundschaft“ mit einem „unwiderruflichen Bündnis“ geschworen. Honecker lehnte sich eng an das sowjetische Modell an und war ein treuer Bündnispartner. Dennoch nahm der Einfluss der Sowjets auf die DDR unwiderruflich ab. So wurden die vertieften Beziehungen der DDR zur BRD von wirtschaftlichen Notwendigkeiten getrieben, da die marode Planwirtschaft der DDR zunehmend auf Kredite aus dem Westen angewiesen war. Mit der verschärften Konfrontation mit dem Westen nach dem sowjetischen Einfall in Afghanistan gegen Ende der 1970er Jahre wollten die Sowjets ein Ende der innerdeutschen Annäherung der DDR an die BRD erzwingen. Die DDR weigerte sich jedoch und unterzeichnete trotz des Missfallens der Sowjets 1978 ein neues deutsch-deutsches Verkehrsabkommen. 1981 reduzierten die Sowjets ihre Rohstofflieferungen, woraufhin die BRD Hilfszahlungen im Gegenzug für Reiseerleichterungen für DDR-Bürger anbot. Die DDR war aufgrund der schlechten Wirtschaftslage gezwungen, das Angebot anzunehmen, was Moskau erneut brüskierte. Unter dem alternden Breschnew versuchte Honecker auch zunehmend selbst eine führende Rolle unter den sozialistischen Staatschefs einzunehmen.

### Endphase der DDR (1985–1990)

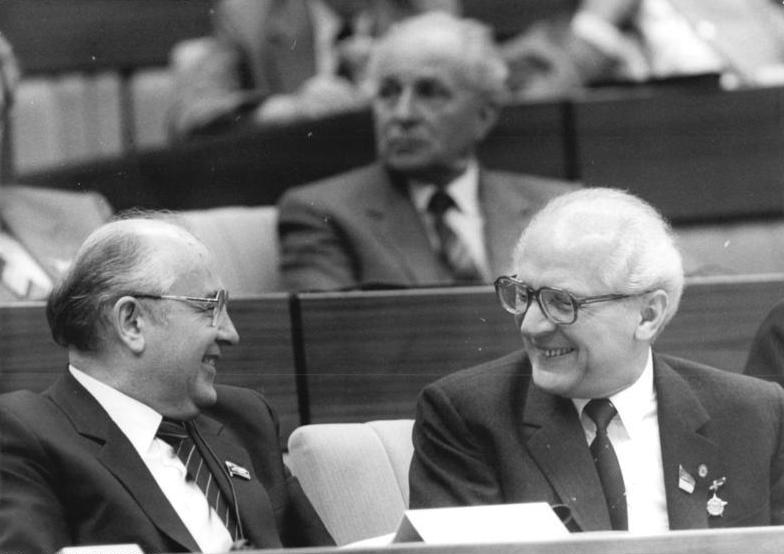
Michael Gorbatschow und Erich Honecker (1986)

In den 1980er-Jahren wurde die Krise der kommunistischen Volkswirtschaften immer offensichtlicher. 1985 kam Michail Gorbatschow in Moskau an die Macht, der ein ambitioniertes Reformprogramm (Glasnost und Perestroika) verabschiedete. Der Machtantritt des dynamischen Reformers war anfangs in Ost-Berlin begrüßt worden, auch wenn Gorbatschow und Honecker seit 1984 ein belastetes Verhältnis verband. Gorbatschow hob ein Jahr nach seinem Machtantritt die Breschnew-Doktrin auf und gab den sozialistischen Staaten die Freiheit, ihren eigenen Weg einzuschlagen (Sinatra-Doktrin), was den Zerfall des Warschauer Paktes einleitete. Honecker sah die Gefahr und distanziert sich zunehmend von den sowjetischen Reformprojekten, während Gorbatschow im Gegenzug die Reformunwilligkeit der DDR-Führung tadelte. In Abgrenzung zu den Sowjets verkündet Honecker noch Ende 1988 den Sozialismus in den Farben der DDR. Gegen die Auflösungserscheinungen des sowjetischen Blocks hatte die DDR allerdings kein Konzept mehr. Die Grenzöffnung Ungarns mit Österreich im Mai 1989 führte zur Massenflucht von DDR-Bürgern und leitete den Untergang der DDR ein. Nach den ersten freien Volkskammerwahlen 1990 distanzierte sich die neue CDU-geführte Regierung von dem außenpolitischen Erbe der SED-Zeit. Mit dem Zwei-plus-Vier-Vertrag vom 12. September 1990 legten beide deutsche Staaten in Verhandlungen die Grundlage für die deutsche Wiedervereinigung, welche am 3. Oktober 1990 zum Beitritt der DDR zur BRD führte.

## Bedeutende bilaterale Beziehungen der DDR

### Innerdeutsche Beziehungen

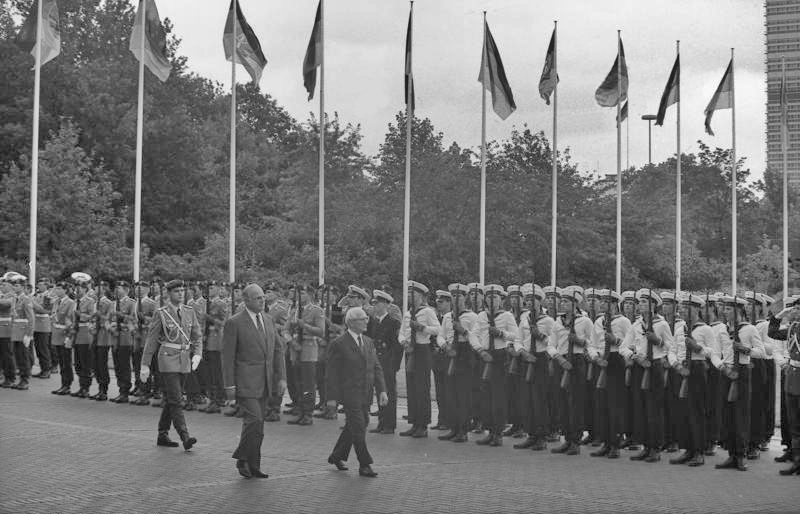
Helmut Kohl und Erich Honecker in Bonn (1987)

Das innerdeutsche Verhältnis war von großer Bedeutung für beide Seiten. Nach der Gründung zweier deutscher Staaten erhob die BRD den Alleinvertretungsanspruch für das geteilte Deutschland, während die DDR das Ziel verfolgte, als zweiter deutscher Staat international anerkannt zu werden. Mit der Hallstein-Doktrin versuchte die BRD die DDR international zu isolieren und bis 1966 wurden jegliche Regierungskontakte zu Ost-Berlin kategorisch abgelehnt, auch wenn Handelskontakte bestanden. Unter Kurt Georg Kiesinger wurden schließlich 1967 erstmals Kontakt aufgenommen, nachdem die Errichtung der Berliner Mauer in den frühen 1960er Jahren Fakten geschaffen hatte. Unter Bundeskanzler Willy Brandt wurden die alten deutschlandpolitischen Positionen aufgegeben und mit dem Grundlagenvertrag von 1972 wurde die Basis für eine Kooperation beider Staaten gelegt. Infolgedessen wurden zahlreiche Abkommen, die Handel, Verkehr, Reisefreiheit, Kultur und weitere Gebiete betrafen, zwischen beiden Staaten geschlossen. Auch das Misstrauen der Sowjets über die innerdeutsche Annäherung nach der verschärften Blockkonfrontation ab 1979 und der Amtsantritt des konservativen Kanzlers Helmut Kohl 1982 konnte die Annäherung nicht mehr aufhalten. Während der sowjetisch-amerikanischen Spannungen der frühen 1980er Jahre versuchten die beiden deutschen Staaten zwischen den Blöcken zu vermitteln, um eine Entschärfung der Lage zu erreichen. Die DDR erhielt Kredite von der BRD und der Handel mit dem Westen wurde überlebenswichtig, womit es zu einer immer größeren wirtschaftlichen Abhängigkeit der DDR kam, was die BRD nutzte, um politische Ziele zu erreichen, z. B. Reisererleichterungen für DDR-Bürger. 1987 kam es zu einem historischen Besuch Erich Honeckers in der Bundesrepublik Deutschland, dem ersten und einzigen Staatsbesuch eines Staatschef der DDR in der BRD. Die DDR sah dies als die lange erstrebte protokollarische Anerkennung der DDR als eigenständigen deutschen Staat durch die BRD an. Schon bald darauf kam es jedoch zum Fall der Berliner Mauer und, nachdem die SED von der Macht verdrängt worden war, der deutschen Wiedervereinigung.

### Beziehungen mit befreundeten Staaten der sozialistischen Welt

#### Sowjetunion

Logo der Gesellschaft für Deutsch-Sowjetische Freundschaft (DSF)

Als wichtigster Staat des Ostblocks waren die Beziehungen zur Sowjetunion von überragender Bedeutung. Die DDR entstand unter dem Einfluss der Sowjetunion und blieb Zeit ihres Bestehens an diese gebunden. Der Einfluss der UdSSR als Vorbild und sozialistischer Bruderstaat beschränkte sich dabei nicht nur auf die Politik und Wirtschaft, sondern auch auf die Kultur. Erich Honecker brachte dies auf den Punkt, als er 1974 verkündete, „daß es praktisch kein entscheidendes Gebiet des täglichen Lebens gibt, in dem sich nicht die Freundschaft zur Sowjetunion widerspiegelt.“ So wurde das Russische als erste Fremdsprache in der Schule gelehrt und die Gesellschaft für Deutsch-Sowjetische Freundschaft war mit sechs Millionen Mitgliedern die zweitgrößte Massenorganisation der DDR. Sowjetisch-russische Kultur, Musik, Küche und Medienerzeugnisse waren in der DDR entsprechend sehr verbreitet. Im Rahmen der „sozialistischen Waffenbrüderschaft“ waren in der DDR permanent zwischen 300.000 bis 500.000 Soldaten aus der Sowjetunion stationiert, so viel wie in keinem anderen Land außerhalb der UdSSR. Der Sowjets waren auch der wichtigste Handels- und Wirtschaftspartner, mit dem 1981 knapp 38 Prozent des DDR-Außenhandels abgewickelt wurde. Die Sowjets lieferten Erdöl und andere Rohstoffe an die DDR, während Uran aus der DDR sehr wichtig für die sowjetische Atomindustrie war.
Trotz der andauernden offiziellen Beteuerung der gegenseitigen Freundschaft gab es allerdings auch ein beidseitiges unterschwelliges Misstrauen, welches auf dem schwierigen gemeinsamen Erbe des Zweiten Weltkriegs und der großen Abhängigkeit der DDR beruhte. Die Sowjets griffen wiederholt in die inneren Angelegenheiten der DDR ein. So gab der sowjetische Botschafter Pjotr Andrejewitsch Abrassimow (1962–1971 und 1975–1983 Botschafter in der DDR) als „regierender“ Botschafter gerne direkte Anweisungen an DDR-Politiker. Er bezeichnete die DDR später als „Homunkulus“ der Sowjets, welcher ohne diese „nicht ein Jahr überlebt hätte“. Mit einer eigenständigen Außenpolitik gegenüber der BRD begann sich die DDR in den 1970er-Jahren schließlich stärker von den Sowjets zu emanzipieren. Glasnost und Perestroika wurden von der DDR abgelehnt. In der Endphase der DDR ließ die Staatsführung sogar sowjetische Medien wie Sputnik zensieren, da diese im Rahmen der Reformen von Gorbatschow begannen kritisch zu berichten.

#### Volksrepublik Polen

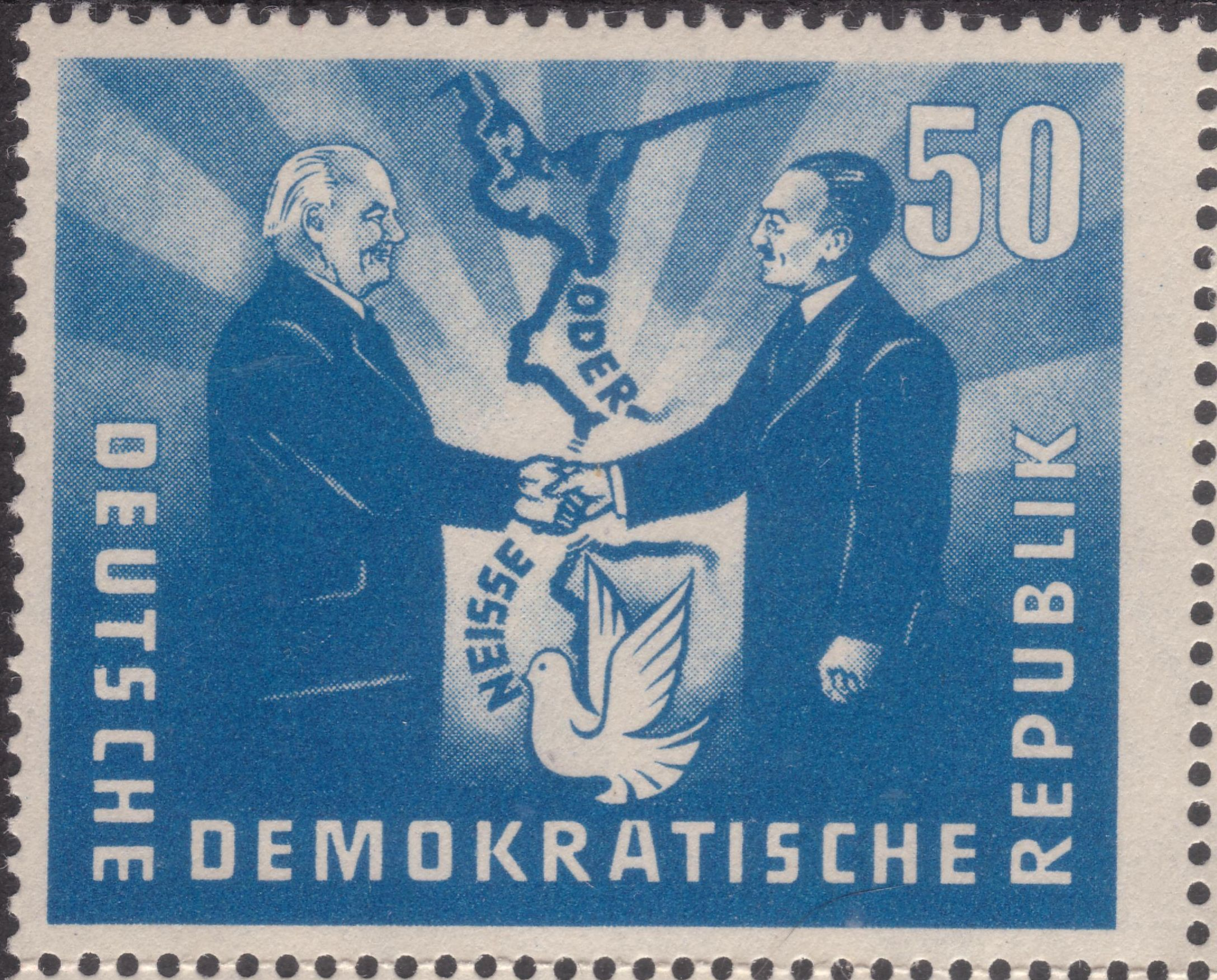
DDR-Briefmarke zum Görlitzer Abkommen

Stalin ließ gegen Ende des Zweiten Weltkriegs die Westverschiebung Polens durchsetzten und übergab 1945 große Teile der deutschen Ostgebiete an die Volksrepublik Polen, die ebenfalls wie die DDR ein sowjetischer Satellitenstaat war. Die DDR und die Volksrepublik Polen nahmen 1949 diplomatische Beziehungen auf und Polen forderte von der DDR die Anerkennung der Oder-Neiße-Linie als Grenze zwischen beiden Staaten. Unter dem Druck der Sowjets musste die DDR nachgeben und im Juli 1950 wurde das Görlitzer Abkommen unterzeichnet, in dem die DDR die Grenze anerkannte, was die BRD wiederum ablehnte. 1954 verzichtete Polen gegenüber der DDR auf Reparationen für Schäden aus dem Zweiten Weltkrieg, ebenfalls auf Druck der Sowjets. Das Verhältnis beider Staaten kann als „Zwangsfreundschaft“ charakterisiert werden und die gemeinsame Vergangenheit wurde nicht aufgearbeitet. Wirtschaftlich waren die Beziehungen jedoch eng durch Lieferungen von Steinkohle und Lebensmitteln aus Polen an die DDR. Kontakte zwischen beiden Gesellschaften blieben lange vorwiegend auf Staat, Wirtschaft und Partei beschränkt und erst 1972 wurde die Grenze zwischen beiden Staaten geöffnet. Das Aufkommen der antikommunistischen Solidarność beobachtete die DDR-Führung besorgt und 1980 setzte die DDR den freien Reiseverkehr mit Polen als „Cordon sanitaire“ gegen das „polnische Fieber“ wieder aus. Honecker sprach sich auch wiederholt für einen Einmarsch des Warschauer Paktes in Polen aus, um die „Konterrevolution“ militärisch niederzuschlagen. Nachdem 1981 das Kriegsrecht in Polen ausgerufen wurde, übermittelte Honecker „brüderliche Kampfesgrüße“ und bot die Unterstützung durch die Nationale Volksarmee an.

#### Tschechoslowakei
Die Tschechoslowakei erkannte die DDR 1949 diplomatisch an und beide Staaten schlossen infolge mehrere Abkommen über wirtschaftliche, kulturelle und militärische Zusammenarbeit ab. In der Prager Deklaration vom Juli 1950 verzichteten beide Staaten auf gegenseitige Gebietsansprüche, erklärten das Münchner Abkommen von 1938 für ungültig und die Umsiedelung bzw. Vertreibung der deutschen Bevölkerung des Sudetenlandes für „endgültig“ und „gerecht“. Beide Staaten konnten in der Folge kooperative Beziehungen etablieren und 1964 wurde die Visapflicht zwischen beiden Staaten aufgehoben, womit die Tschechoslowakei zu einem beliebten Reiseziel für DDR-Touristen werden konnte. Der Prager Reformkommunismus war der DDR allerdings suspekt und Walter Ulbricht unterstützte die Intervention des Warschauer Paktes 1968 in der Tschechoslowakei, auch wenn die DDR sich nicht direkt daran beteiligte. Nach der Installation eines linientreuen Regimes in Prag lehnten beide Staaten in den 1980er Jahren gemeinsam die Reformen von Michail Gorbatschow ab, bis es 1989 zur Samtenen Revolution kam.

#### Ungarn
Ungarn und die DDR nahmen 1949 diplomatische Beziehungen auf. Beide unterstützten sich gegenseitig bei der Industrialisierung, der Kollektivierung der Landwirtschaft und der ideologischen Erziehung der Bevölkerung im Sinne des Aufbaus des Sozialismus. Die DDR unterstützte die Niederschlagung des ungarischen Volksaufstands durch die Sowjets 1956 diplomatisch, da die SED-Kader bei einer erfolgreichen Revolution um ihre eigene Macht fürchteten. Es war für DDR-Bürger möglich nach Ungarn zu reisen, weshalb die Stasi eine Kooperation mit den ungarischen Sicherheitsbehörden etablierte, um Westflucht zu unterbinden und allzu enge Ost-West-Kontakte zu überwachen. Ungarn verfolgte ab den 1970er Jahren einen sogenannten Gulaschkommunismus, der mehr wirtschaftliche und gesellschaftliche Freiheiten zuließ als die orthodoxe Linie der DDR. Die DDR sah in Ungarn einen potenziellen Abweichler vom sozialistischen Lager und übte Druck auf die ungarische Führung aus, sich an die sowjetischen Vorgaben zu halten. Zum Bruch kam es, als Ungarn 1989 die Grenze zu Österreich öffnete und damit vielen DDR-Bürgern die Flucht in den Westen ermöglichte, was die DDR als Verrat bezeichnete.

#### Jugoslawien
Jugoslawien war unter Josip Tito ein Mitglied der Bewegung der Blockfreien Staaten und unterhielt gute diplomatische Kontakte zum Westen, obwohl es nominell sozialistisch war. Diese unabhängige Linie Jugoslawiens verkomplizierte die Beziehungen zur DDR. 1948 kritisierte Tito den „demokratischen Zentralismus“ der DDR und 1951 kam die SED zum Schluss, dass „das Tito-Regime zu einer faschistischen Agentur und zu einem hündisch ergebenen Werkzeug des Dollar-Imperiums geworden“ sei. Mit der Entstalinisierung verbesserte sich das Verhältnis und 1957 nahmen beide Länder schließlich diplomatische Beziehungen auf. Nachdem die DDR sich 1963 bereit erklärt hatte, Entschädigungszahlungen für Zwangsarbeiter des Zweiten Weltkriegs zu zahlen, kam es 1965 zu einem Staatsbesuch Titos in der DDR, wo dieser von Walter Ulbricht den Großen Stern der Völkerfreundschaft verliehen bekam. Nachdem Jugoslawien 1968 die Niederschlagung des Prager Frühlings kritisiert hatte, trübten sich die Beziehungen wieder ein. Unter Erich Honecker unterhielten beide Staaten ab 1971 kooperative Beziehungen und 1977 betonten sie ihre „Freundschaft“. Aufgrund seiner unabhängigen Linie blieb Jugoslawien als Urlaubsland für DDR-Bürger bis zum Fall der Mauer allerdings weitgehend tabu.

#### Rumänien

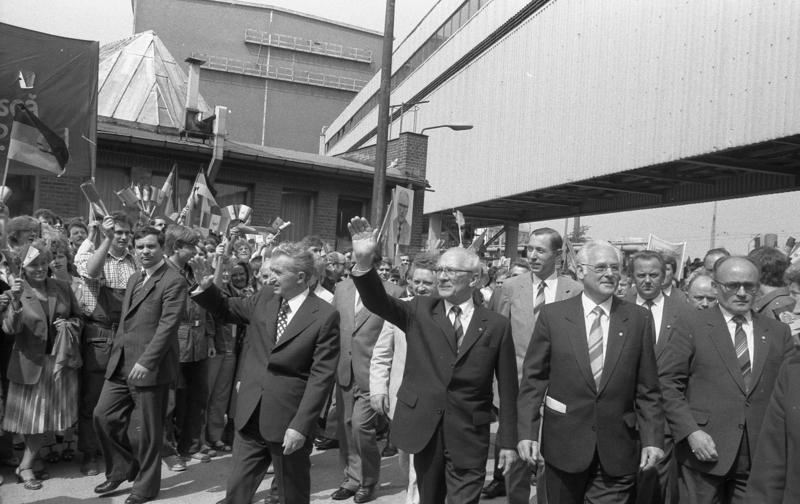
Nicolae Ceaușescu in Ost-Berlin (1985)

Die DDR und das kommunistische Rumänien waren Verbündete innerhalb des Warschauer Paktes. Die Stasi und die Securitate arbeiteten eng zusammen bei der Überwachung von Regimegegnern. So waren beide Dienste für die Entführung des rumänischen Dissidenten Theodor Bucur 1953 verantwortlich, der in Ost-Berlin verhaftet und nach Rumänien gebracht wurde. Als der rumänische Staatspräsident Gheorghe Gheorghiu-Dej in den 1960er Jahren jedoch einen gegenüber der Sowjetunion unabhängigen Kurs einschlug (Nationalkommunismus), wurden die Beziehungen distanzierter, da die DDR sich weiter eng an die UdSSR anlehnte. Die enge Kooperation der Geheimdienste wurde infolge eingestellt. Dass Rumänien unter Nicolae Ceaușescu seine eigenständige Politik weiterführte, missfiel der DDR. Beide Staaten näherten sich schließlich in den 1980er Jahren an, als beide gegen die Reformpolitik der UdSSR opponierten und kritische Medien aus der Sowjetunion zensierten. Infolge dieser Annäherung verlieh Honecker Ceaușescu im November 1988 den Karl-Marx-Orden.

#### Volksrepublik China
Die Volksrepublik China wurde 1949 von Mao Zedong ausgerufen, demselben Jahr, in dem auch die DDR gegründet wurde. Aufgrund ihrer gemeinsamer sozialistischer Ausrichtung nahmen beide Staaten im ersten Jahr ihres Bestehens diplomatische Beziehungen auf. Beide Staaten etablierten in der Folge Handelsbeziehungen. Die DDR blieb bis zum Jahr 1971 der einzige deutsche Staat mit diplomatischen Beziehungen mit der Volksrepublik. Das chinesische Zerwürfnis mit der Sowjetunion belastete in den 1960er Jahren allerdings auch die Beziehungen mit der DDR, die sich wie die meisten sozialistischen Staaten auf die Seite der Sowjets stellten. Erich Honecker sah die Gefahr der Spaltung des sozialistischen Lagers und versuchte bei einem Staatsbesuch 1986 zwischen der Sowjetunion und der Volksrepublik zu vermitteln, diese hatte sich im Rahmen der Reform- und Öffnungspolitik jedoch schon längst dem Westen zugewandt. Als es 1989 zum Tian’anmen-Massaker kam, billigte die DDR die Gewalt gegen die Demonstranten in Peking. Die Volkskammer verabschiedete eine Resolution, in der die DDR ihre Unterstützung für die Niederschlagung der „konterrevolutionären Unruhen“ verkündete. Die erste frei gewählte Volkskammer machte dies 1990 rückgängig und verurteilte die Gewalt.

#### Nordkorea
Die DDR und Nordkorea unterhielten ausgezeichnete Beziehungen. So wurden bereits 1949 diplomatische Kontakte aufgenommen und 1954 wurde ein Botschafter nach Pjöngjang entsendet. Nordkorea blieb das einzige Land, welches während des Bestehens der DDR nur mit diesem deutschen Staat diplomatische Beziehungen unterhielt. Beide Länder intensivieren in den 1950er Jahren die Handelsbeziehungen und vereinbarten technische Kooperationen. In den 1960er Jahren soll der spätere nordkoreanische Diktator Kim Jong-il laut einigen Berichten eine Ausbildung in der DDR erhalten haben. Erich Honecker besuchte Nordkorea 1977 und 1986 und bekundete seine „völlige Übereinstimmung in allen behandelten Fragen“ mit dem totalitär regierenden nordkoreanischen Staatsführer Kim Il-sung, zu dem er ein gutes persönliches Verhältnis aufbaute. Noch 1989 unterstützen beide Länder gemeinsam die Niederschlagung der Demokratiebewegung in China und Nordkorea bot dem „alten Freund“ Honecker später Asyl an.

#### Vietnam
Die DDR etablierte diplomatische Kontakte zum sozialistischen Nordvietnam und unterstützte diese mit humanitärer und finanzieller Hilfe während des Vietnamkriegs, wohingegen die BRD Südvietnam unterstützte. Unter der Losung „Solidarität mit Vietnam“ gegen den „imperialistischen Aggressor“ (die USA) leisteten zahlreiche DDR-Bürger Hilfe. So spendeten 1968 bei einer Hilfsaktion 50.000 Gewerkschafter Blut. Die Stasi leistete auch Unterstützung beim Aufbau des nordvietnamesischen Geheimdienstes. Nach der Wiedervereinigung Vietnams wurden die engen Beziehungen fortgeführt. Aufgrund eines akuten Arbeitskräftemangels unterzeichneten die DDR und Vietnam im April 1980 einen Vertrag über die Entsendung von Vertragsarbeitern. Im Gegenzug für die Leistung von Entwicklungshilfe in Höhe von einer Milliarde Ostmark entsendete Vietnam in Folge 200.000 Gastarbeiter in die DDR. Aus Vietnam konnte die DDR auch knappe Güter wie Kaffee, Tee, Kautschuk und Pfeffer importieren. Im Wendejahr 1989 waren die 60.000 Vietnamesen im Land die größte Ausländergruppe in der DDR.

#### Kuba

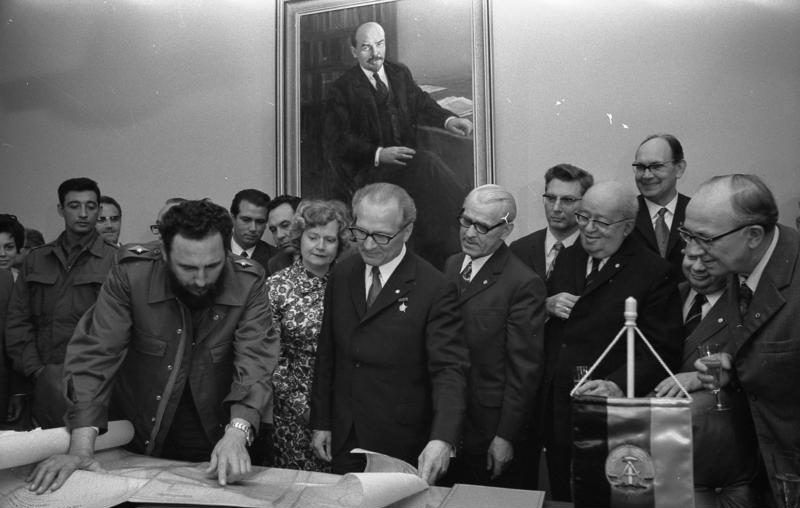
Fidel Castro und Erich Honecker (1972)

Nachdem Fidel Castro 1959 die Macht auf Kuba übernommen hatte, etablierte die DDR enge Beziehungen zum einzigen sozialistischen Regime Lateinamerikas. Che Guevara besuchte 1962 Leipzig, um Handelsbeziehungen aufzubauen und kubanische Studenten kamen in die DDR, während Ingenieure und Wissenschaftler aus der DDR in Kuba begannen, den sozialistischen Aufbau der Tropeninsel zu unterstützen. Einige ideologische Differenzen kamen in den 1960er Jahren auf, bevor die DDR-Führung die 1968 erfolgte Orientierung Kubas an der sowjetischen Planwirtschaft als „Reifeprozess“ lobte. Für einige Frustrationen sorgte auch die erratische Außenpolitik Castros und dessen Engagement in der Bewegung der Blockfreien. Die DDR baute enge Wirtschaftsbeziehungen zu Kuba auf und importierte Zitrusfrüchte wie Orangen und Zitronen zu überteuerten Preisen und spendete im Gegenzug Maschinen und Motoren und half auch beim Aufbau des Bildungswesens. Ab den 1970er Jahren kamen 30.000 Vertragsarbeiter aus Kuba in die DDR. 1972 wurde bei einem Staatsbesuch von Erich Honecker eine kleine kubanische Insel als Zeichen der Freundschaft in Ernst-Thälmann-Insel umbenannt.

#### Syrien
Obwohl Syrien nicht realsozialistisch war, lehnte es sich in seinem Kampf gegen Israel eng an den Ostblock an. Bereits in den 1960er-Jahren wurde eine inoffizielle Kooperation aufgebaut, bevor 1969 offizielle diplomatische Beziehungen etabliert wurden, nachdem Syrien 1965 die Beziehungen mit der BRD abgebrochen hatte. Die DDR leistete bereits davor umfangreiche Wirtschaftshilfe an das von der Baath-Partei regierte Syrien. So halfen DDR-Berater bei der Errichtung einer Zentralverwaltungswirtschaft in Syrien und syrische Sicherheitskräfte wurden von der Stasi ausgebildet und ihre syrischen Äquivalente wurden nach Vorbild der DDR errichtet, was den Aufbau des syrischen Staates bis ins 21. Jahrhundert hinein beeinflusst hat. Zahlreiche Syrer studierten auch in der DDR. Mit der Machtübernahme des weniger sozialistisch orientierten syrischen Nationalisten Hafiz al-Assad 1970 wurden die Beziehungen zur DDR schließlich zurückgefahren und 1974 kam es zur Wiederaufnahme der Beziehungen mit der BRD.

#### Mosambik
Die DDR erkannte die FRELIMO (Mosambikanische Befreiungsfront) als legitime Vertretung des mosambikanischen Volkes an und unterstützte sie seit den 1960er Jahren im bewaffneten Kampf gegen die portugiesische Kolonialherrschaft. Die sozialistische Volksrepublik Mosambik wurde 1975 von der DDR anerkannt und zu einem Schwerpunktgebiet der DDR-Entwicklungshilfe in Afrika. Die DDR entsandte auch Tausende von Experten, Lehrern, Ärzten und Technikern zur Aufbauhilfe nach Mosambik. Mosambik fungierte als Frontstaat gegen das Apartheidregime in Südafrika, wobei die DDR den African National Congress (ANC) militärisch ausbildete. Der Bürgerkrieg in Mosambik behinderte allerdings die Fortführung der Beziehungen und beim Anschlag von Unango wurden DDR-Entwicklungshelfer getötet, wonach die DDR knapp 1000 Entwicklungshelfer abzog. Mosambik entsendete auch 21.000 Vertragsarbeiter in die DDR (Madgermanes), deren Löhne teilweise an die mosambikanische Regierung flossen und den Arbeitern vorenthalten wurden.

#### Angola
Die DDR unterstützte in Angola die marxistische MPLA im Kampf gegen die portugiesische Kolonialmacht und während des Angolanischen Bürgerkriegs mit Waffen sowie Munition. Über 1000 Offiziere und Unteroffiziere der DDR-Streitkräfte wurden als Ausbilder nach Angola entsendet und Freundschaftsbrigaden der SED-Jugendorganisation FDJ waren als Entwicklungshelfer im Land aktiv. Die angolanische Polizei wurde in der DDR ausgebildet. Die DDR erhoffte sich durch Kaffeeimporte aus Angola ihre „Kaffeekrise“ in den 1970er Jahren in den Griff zu bekommen. Auch mit der Volksrepublik Angola wurde ein Vertragsarbeiterabkommen geschlossen, infolgedessen ab 1985 knapp 6000 Angolaner als Gastarbeiter in die DDR entsendet wurden.

### Sonstige Staaten

#### Vereinigte Staaten
Als westliche Supermacht des Kalten Krieges waren die USA in Partei und Staatsmedien ein häufiges Feindbild. Der offizielle Antiamerikanismus der DDR verurteilte die US-Außenpolitik als imperialistisch und die Amerikaner sahen die DDR wiederum als reine Marionette der Sowjets an. Die USA waren der wichtigste Bündnispartner der BRD. Demzufolge spielten sie eine führende Rolle bei den Verhandlungen während der Berlin-Krise. Nach der Annäherung an die BRD in den 1970er Jahren etablierten die DDR und die USA im Dezember 1974 diplomatische Beziehungen und Rolf Sieber wurde erster DDR-Botschafter in den USA. Vom 30. Juli bis 1. August 1975 traf US-Präsident Gerald Ford mit Erich Honecker zusammen und führte ein kurzes Gespräch während des Gipfels von Helsinki, der zur Verabschiedung der Helsinki-Vereinbarungen führte. Dies war der erste hochrangige Regierungskontakt zwischen beiden Ländern. Am 11. Juni 1990 besuchte Ministerpräsident Lothar de Maizière als erster und einziger Staatschef der DDR das Weiße Haus und traf sich mit G.H.W. Bush. Die USA waren ein Unterstützer der deutschen Wiedervereinigung und an den relevanten Verhandlungen maßgeblich beteiligt.

#### Israel/Palästina

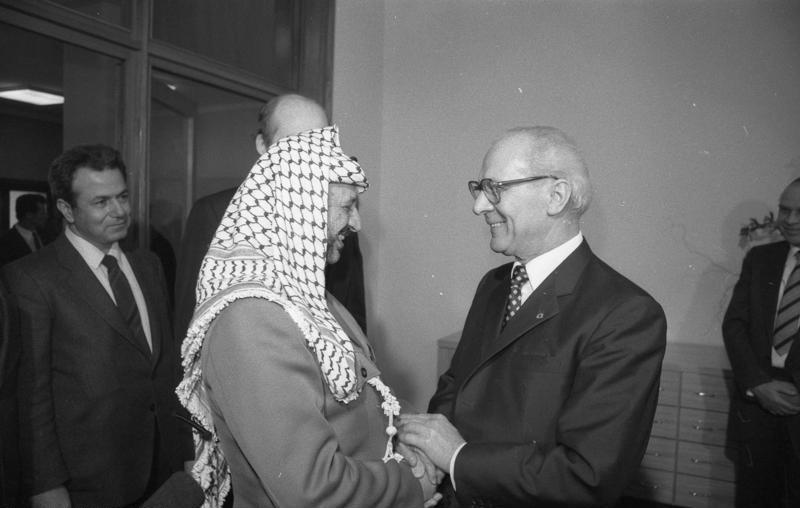
Jassir Arafat und Erich Honecker (1982)

Die DDR verstand sich als antifaschistischer Staat und weigerte sich, Verantwortung für die deutsche Schuld am Holocaust zu übernehmen. Reparationszahlungen an Israel wurden deshalb abgelehnt, weshalb eine Aufnahme diplomatischer Beziehungen nicht zustande kam. Nach einer anfangs ausgewogenen Positionierung stellten sich die DDR und die Sowjetunion während des Nahostkonflikts schließlich klar auf die Seite der Araber. Die DDR gehörte noch vor den Sowjets zu den frühesten Unterstützern der Palästinenser. Die DDR unterstützte die PLO und später andere bewaffnete Gruppen finanziell sowie mit Waffen und bildete zudem auch Kämpfer aus, welche in der DDR-Lesart antiimperialistische Befreiungskämpfer waren. Honecker und Palästinenserführer Jassir Arafat verband eine Freundschaft und die DDR-Propaganda überschritt regelmäßig die Schwelle zum offenen Antisemitismus, so z. B. der Vorwurf, Israel plane eine „Endlösung der Palästinafrage“. Die DDR unterstützte 1975 die Resolution 3379 der UN-Generalversammlung, die den Zionismus als „eine Form von Rassismus und Rassendiskriminierung“ verurteilte. Eine Wende erfolgte erst in der Endphase der DDR, als die erste frei gewählte Volkskammer im Juni 1990 eine Erklärung verabschiedete, in der sie sich „in aller Form von der hierzulande jahrzehntelang praktizierten anti-israelischen und antizionistischen Politik“ entschuldigte.

## Liste der Außenminister
Außenminister der DDR war der Leiter des Ministerium für Auswärtige Angelegenheiten der DDR. Vom tatsächlichen politischen Einfluss her stand der Außenminister hinter dem jeweiligen ZK-Sekretär für Internationale Verbindungen zurück, von 1966 bis 1989 Hermann Axen. Die Außenminister der DDR waren:
- Georg Dertinger (1949–1953)
- Anton Ackermann (1953)
- Lothar Bolz (1953–1965)
- Otto Winzer (1965–1975)
- Oskar Fischer (1975–1990)
- Markus Meckel (1990)
- Lothar de Maizière (1990)